# Carlos González Parrodi
José Carlos Manuel González Parrodi (* 4. November 1923 in Mexiko-Stadt) ist ein ehemaliger mexikanischer Botschafter.

## Leben
Von 1963 bis 1964 war er Präsident der Asociación del Servicio Exterior Mexicano. In Bern residierte er 1975 zunächst im Hotel Bellevue Palace. Carlos González Parrodi wurde 1981 Ritter im Order of Manuel Amador Guerrero in Panama.

## Veröffentlichungen
- *Memorias y Olvidos de un Diplomatico. Mexico 1993.[2]

| Vorgänger                             | Amt                                                                           | Nachfolger                            |
| ------------------------------------- | ----------------------------------------------------------------------------- | ------------------------------------- |
| Salvador R. Guzmán Esparza            | Mexikanischer Botschafter in Lissabon 10. Januar 1953 bis 11. Mai 1953        | Donato Bravo Izquierdo                |
| Donato Bravo Izquierdo                | Mexikanischer Botschafter in Lissabon 25. November 1954 bis 21. Juli 1955     | Francisco Octavio Navarro Carranza    |
| Federico Antonio Mariscal Abascal     | Mexikanischer Botschafter in Bern 19. August 1975 bis 19. April 1976          | Homero Aridjis                        |
| Bernardo Reyes Morales                | Mexikanischer Botschafter in Lissabon 2. Dezember 1977 bis 19. September 1979 | Juan Gallardo Moreno                  |
| Juan Manuel Ramírez Gómez             | Mexikanischer Botschafter in Panama 1. November 1979 bis 23. Juni 1980        | Jaime Fernández McGregor Maza         |
| Ernesto Madero Vázquez                | Mexikanischer Botschafter in Warschau 6. April 1983 bis 10. Dezember 1987     | Arturo González Sánchez               |
| José Joaquín Bernal y García Pimentel | Mexikanischer Botschafter in Rabat Juli 1978 bis 19. September 1979           | Salvador Campos Icardo                |
| Rodolfo Navarrete Tejero              | Mexikanischer Botschafter in Helsinki 18. Dezember 1987 bis 2. Juni 1989      | Ana María de los Ángeles López-Ortega |